# Paul MacDonald
Paul MacDonald (ur. 8 stycznia 1960 w Auckland) – nowozelandzki kajakarz, wielokrotny medalista olimpijski.
Pływał w duecie z Ianem Fergusonem. W 1984 razem zwyciężali w K-2 oraz K-4. Cztery lata później sięgnęli po dwa krążki olimpijskie, a MacDonald dołożył brąz w jedynkach. Brali udział w IO 92. Stawał na podium mistrzostw świata, nie tylko w K-2 z Fergusonem – w 1987 był mistrzem świata w jedynkach (na 500 metrów).